# Hornow-Wadelsdorf
Hornow-Wadelsdorf, in lusaziano Lěšće-Zakrjejc, era un comune di 637 abitanti del Brandeburgo, in Germania.

## Storia
Il comune di Hornow-Wadelsdorf venne creato il 31 dicembre 2001 dalla fusione dei comuni di Hornow e di Wadelsdorf.
Il 1º gennaio 2016 il comune di Hornow-Wadelsdorf venne soppresso e aggregato alla città di Spremberg.

## Geografia antropica

### Suddivisioni amministrative
Il territorio comunale comprendeva 2 centri abitati (Ortsteil):
- Hornow / Lěšće
- Wadelsdorf / Zakrjejc[senza fonte]